# 소노라사우루스
소노라사우루스(Sonorasaurus)는 중생대 백악기 전기에서 후기까지 살았던 브라키오사우루스과의 공룡이다. 속명의 뜻은 화석이 처음 발견된 소노라 사막을 흐르는 소노라 강에서 유래된 '소노라 도마뱀'을 의미한다.

## 발견
소노라사우루스의 화석 유해는 1994년 11월 지질학 학생 리처드 톰슨에 의해 소노라 사막의 위치한 터니 랜치 층에서 발견되었다. 이후 1998년 랏케비치에 의해 기술되었다. 랏케비치는 처음에 소노라사우루스를 브라키오사우루스과로 식별했으나, 그러나 이후 몇 년간의 연구에서 합의점을 찾지 못했으며, 일부는 브라키오사우루스과(Brachiosauridae) 내에 속하고 다른 일부는 브라키오사우루스과에 속하지 않는다고 주장했다. 결국 2016년에 소노라사우루스가 브라키오사우루스과에 속한다고 결론지었지만, 일부는 여전히 추가 데이터가 필요하다고 지적했다. 2018년 4월 10일, 소노라사우루스는 애리조나주의 주립 공룡으로 지정되었다.

## 특징
소노라사우루스는 몸길이가 약 15 미터 (590 in), 무게가 약 10 tonne (10,000 kg)인 것으로 추정된다. 이는 브라키오사우루스 크기의 약 1/3이다.